# Labourdonnaisia
Labourdonnaisia é um género botânico pertencente à família Sapotaceae.